# Pantopipetta buccima
Pantopipetta buccima är en havsspindelart som beskrevs av Child, C.A. 1994. Pantopipetta buccima ingår i släktet Pantopipetta och familjen Austrodecidae.
Artens utbredningsområde är Södra Ishavet. Inga underarter finns listade i Catalogue of Life.